# 追手門学院大手前中学校・高等学校
追手門学院大手前中学校・高等学校（おうてもんがくいんおおてまえちゅうがっこう・こうとうがっこう）は、大阪府大阪市中央区大手前に所在する中高一貫制の私立中学校・高等学校である。大坂城の北西側、京橋口の真向かいに位置し、校内から乾櫓や天守を一望できる。設置母体は学校法人追手門学院。

## 概要
準完全中高一貫校。受験は中学入試を積極的に行っており、中学校では系列の追手門学院小学校から内部進学者に加え、外部の小学校からの進学者も多い。
高等学校は大半が追手門学院大手前中学校からの内部進学である。また高校入試では長年、専願のみの毎年20人程度の欠員不足の追加的な募集しか行っていなかったが、入学希望者が増加したことから2006年度から併願入試も開始し、受験者数が増加した。伝統的に代々卒業生一族の子弟が通う事も多い学校でもある。現在ではさまざまな教育改革に取り組んでいる。

## 沿革
1940年に大阪偕行社附属中学校として創立した。高島鞆之助により創設された大阪偕行社附属小学校（1888年創立）の付属学校として現在の寝屋川市に開設されたが、資金難による譲渡や、運営主体の変遷を経て、1947年に現在地に改めて中学部が創立された。英語教育に熱心に取り組み、国際留学コースも設けられていた事もあった。
- 1940年4月 - 北河内郡友呂岐村（1943年に寝屋川町となる）に大阪偕行社附属中学校を発足。
- 1941年 - 資金難により山水中学校・山水高等女学校を運営していた財団法人山水育英会（現・学校法人桐朋学園）と提携、第二山水中学校と改称し実質的に手放す[1]。
- 1946年4月 - 陸軍関連団体であった財団法人偕行社はGHQ指令により解散。小学校は財団法人錦城育英会による「大阪偕行学園」となった。大阪偕行学園が改めて中学部の開設を計画。
- 1946年12月 - 偕行社の流れを汲むとされた財団法人錦城育英会がGHQ指令により解散。教職員もGHQ指令により全員解雇。
- 1947年1月 - 大阪偕行社とは全く無関係と主張する財団法人大手門学園が学校施設等を引き受け、財団法人錦城育英会から解雇された教職員もほとんど再雇用する。
- 1947年4月 - 財団法人大手門学園が、学制改革により改めて大手前学園中学部を開学。
- 1947年11月- 財団法人大手門学園・大手門学園小学部・中学部が財団法人追手門学院・追手門学院小学部・中学部と改称。
  - 南西に近接する大阪府立大手前高等女学校（1948年4月から大阪府立大手前高等学校と改称）を運営する大阪府から「紛らわしい」との申し入れがあり、これを受けて改称した。
  - 町名や校名の由来である大坂城の大手門も例に漏れず、本来「大手」は「追手」と表記する。加えて、大手（おおて/おほて）・追手（おうて/おふて）と仮名表記も異字となることで「紛らわしさ」を回避しつつ同音同義を維持している。
- 1950年4月 - 追手門学院高等学部を開学
- 1951年3月 - 財団法人追手門学園が学校法人追手門学院に組織変更
- 1967年4月 - 追手門学院高等学部は大手前に一部を残置し茨木市の追手門学院大学隣接地（茨木校地）に移転。同時に中等部を開設し、追手門学院中等部・高等学部茨木学舎となる。従来の校舎は「追手門学院中学部・高等学部大手前学舎」となる。
- 1971年4月 - 追手門学院中学校・追手門学院高等学校大手前学舎と改称
- 1980年4月 - 追手門学院中学校・追手門学院高等学校を追手門学院大手前中学校・追手門学院大手前高等学校と改称。追手門学院中学校・追手門学院高等学校茨木学舎は、新設の「追手門学院中学校・高等学校」となり、それまで1つの学校扱いだった両学舎は、同一学校法人が運営する別の学校となる。
- 1981年3月 - 新校舎竣工
- 2001年4月 - 中学にInternationalコース・Exceedコースを、高校にSuperiorコース・Standardコースを開設
- 2002年4月 - 中学:Bio Scienceコースを開設
- 2004年4月 - 高校:特進クラスを新設
- 2005年4月 - 中学:特進・進学クラス募集を開始
- 2008年4月 - 高校:特進・進学クラス募集を開始

## アクセス
- Osaka Metro谷町線・京阪本線「天満橋駅」より徒歩：約5分
- JR東西線「大阪城北詰駅」より徒歩：約8分
- 大阪シティバス・京阪東口および大手前バス停より徒歩：約1分

## 主な出身者
- 福留功男 - フリーアナウンサー、元日本テレビアナウンサー
- 三田誠広 - 小説家、小学校・中学校卒業
- 花影アリス - 元宝塚歌劇団宙組娘役
- 柿谷曜一朗 -元プロサッカー選手、元日本代表
- 赤松悠実 - 女優、タレント
- 田中めぐみ（愛） - フリーアナウンサー（ホリプロ所属）
- 田口亜希 - 元パラリンピック射撃選手